# Erik van Rossum
Erik van Rossum (* 27. März 1963 in Nijmegen) ist ein ehemaliger niederländischer Fußballspieler.

## Karriere
Van Rossum begann seine Profilaufbahn 1983 beim niederländischen Zweitligisten NEC Nijmegen. 1985 stieg der Klub auf, aber gleich darauf wieder ab. Für NEC bestritt er 95 Ligaspiele und schoss dabei drei Tore. 1987 wechselte er zum Erstligisten FC Twente Enschede. 1988 wurde er an Willem II Tilburg ausgeliehen. 1989 wurde er an Germinal Ekeren ausgeliehen und 1992 an Plymouth Argyle. Im 1993 unterschrieb er einen Vertrag beim japanischen Erstligisten Verdy Kawasaki. 1993 gewann er mit dem Verein den J.League und J.League Cup.

## Erfolge
Verdy Kawasaki
- Japanischer Meister: 1993
- Japanischer Ligapokalsieger: 1993